# Championnat de Syrie de football 2020-2021
Navigation
Saison précédente Saison suivante
La saison 2020-2021 du Championnat de Syrie de football est la cinquantième édition du championnat de première division en Syrie. Les quatorze meilleurs clubs du pays sont regroupés au sein d'une poule unique où ils s'affrontent deux fois au cours de la saison, à domicile et à l'extérieur. En fin de saison, les deux derniers du classement sont relégués et remplacés par les meilleures équipes de deuxième division.
Le Tishreen SC, remporte son quatrième titre de champion de Syrie.

## Les clubs participants
- Al-Karamah SC
- Al Ittihad Alep
- Hutteen SC
- Al Taliya Hama
- Al Wahda Club
- Al-Horgelah SC - promu de D2
- Tishreen SC
- Hurriya SC - promu de D2
- Al Shorta Damas
- Al-Sahel SC
- Al Wathba Homs
- Al Jaish Damas
- Jableh SC
- Al Futuwa Deir ez-Zor

## Compétition
Le barème utilisé pour établir les différents classement est le suivant :
- Victoire : 3 points
- Match nul : 1 point
- Défaite : 0 point

### Classement
| Rang | Équipe                | Pts | J  | G  | N  | P  | Bp | Bc | Diff |
| ---- | --------------------- | --- | -- | -- | -- | -- | -- | -- | ---- |
| 1    | Tishreen SCT          | 59  | 26 | 18 | 5  | 3  | 42 | 16 | +26  |
| 2    | Al Jaish Damas        | 57  | 26 | 17 | 6  | 3  | 45 | 19 | +26  |
| 3    | Al-Karamah SC         | 52  | 26 | 14 | 10 | 2  | 28 | 14 | +14  |
| 4    | Al Wahda Club         | 47  | 26 | 12 | 11 | 3  | 37 | 18 | +19  |
| 5    | Hutteen SC            | 45  | 26 | 13 | 6  | 7  | 33 | 18 | +15  |
| 6    | Al Taliya Hama        | 36  | 26 | 8  | 12 | 6  | 31 | 25 | +6   |
| 7    | Jableh SC C           | 29  | 26 | 6  | 11 | 9  | 36 | 41 | -5   |
| 8    | Al Ittihad Alep       | 29  | 26 | 7  | 8  | 11 | 22 | 28 | -6   |
| 9    | Al Shorta Damas       | 27  | 26 | 6  | 9  | 11 | 24 | 36 | -12  |
| 10   | Al Wathba Homs        | 26  | 26 | 5  | 11 | 10 | 18 | 25 | -7   |
| 11   | Al Futuwa Deir ez-Zor | 24  | 26 | 5  | 9  | 12 | 20 | 29 | -9   |
| 12   | Al-Horgelah SC P      | 23  | 26 | 5  | 8  | 13 | 21 | 34 | -13  |
| 13   | Al-Sahel SC           | 17  | 26 | 3  | 8  | 15 | 19 | 46 | -27  |
| 14   | Hurriya SC P          | 15  | 26 | 3  | 6  | 17 | 16 | 43 | -27  |

|  | Qualification pour la Ligue des champions de l'AFC 2022                               |
|  | Qualification pour la Coupe de l'AFC 2022                                             |
|  | Relégation en deuxième division                                                       |
|  | T : Tenant du titre C : Vainqueur de la Coupe de Syrie P : Promu de deuxième division |

- Si Tishreen SC ne se qualifie pas pour la phase de groupe de la Ligue des champions, il est reversé en Coupe de l'AFC 2022, au cas contraire le vice-champion prend la place en Coupe de l'AFC.

## Bilan de la saison
| Championnat de Syrie de football 2020-2021 |                                                                            |
| Champion                                   | Tishreen SC (4e titre)                                                     |
| Coupes et trophées                         |                                                                            |
| Vainqueur de la Coupe de Syrie 2020-2021   | Jableh SC                                                                  |
| Qualifications continentales               |                                                                            |
| Coupe de l'AFC 2022                        | Tishreen SC (si non qualifié en phase de groupe de la Ligue des champions) |
| Coupe de l'AFC 2022                        | Jableh SC                                                                  |
| Promotions et relégations                  |                                                                            |
| Promus en Syrian League                    | Afrin SC                                                                   |
| Promus en Syrian League                    | Nawair SC                                                                  |
| Relégués en 1st Division                   | Hurriya SC                                                                 |
| Relégués en 1st Division                   | Al-Sahel SC                                                                |